# Lecudina phyllodocis
Lecudina phyllodocis is een soort in de taxonomische indeling van de Myzozoa, een stam van microscopische parasitaire dieren. Het organisme komt uit het geslacht Lecudina en behoort tot de familie Lecudinidae. Lecudina phyllodocis werd in 1969 ontdekt door Theodorides.